# تریومف اسپیدمستر
تریومف اسپیدمستر (به انگلیسی: Triumph Speedmaster) یک موتورسیکلت کروزر بریتانیایی که در هینکلی، لسترشر طراحی و در کمپانی تریومف ساخته شده است. در سال ۲۰۰۲ با موتور ۷۹۰ سی‌سی (۴۸ مکعب اینچ) دو سیلندر عرضه شد، حجم آن به ۸۶۵ سی‌سی (۵۲٫۸ مکعب اینچ) در سال ۲۰۰۵ افزایش یافت، در سال ۲۰۰۸ به انژکتور ارتقا یافت و در سال ۲۰۱۸ حجم آن به ۱۲۰۰ سی‌سی افزایش یافت.